# 1010.
1010. je drugo desetletje v 11. stoletju med letoma 1010 in 1019. 